# الإقامة الفنية

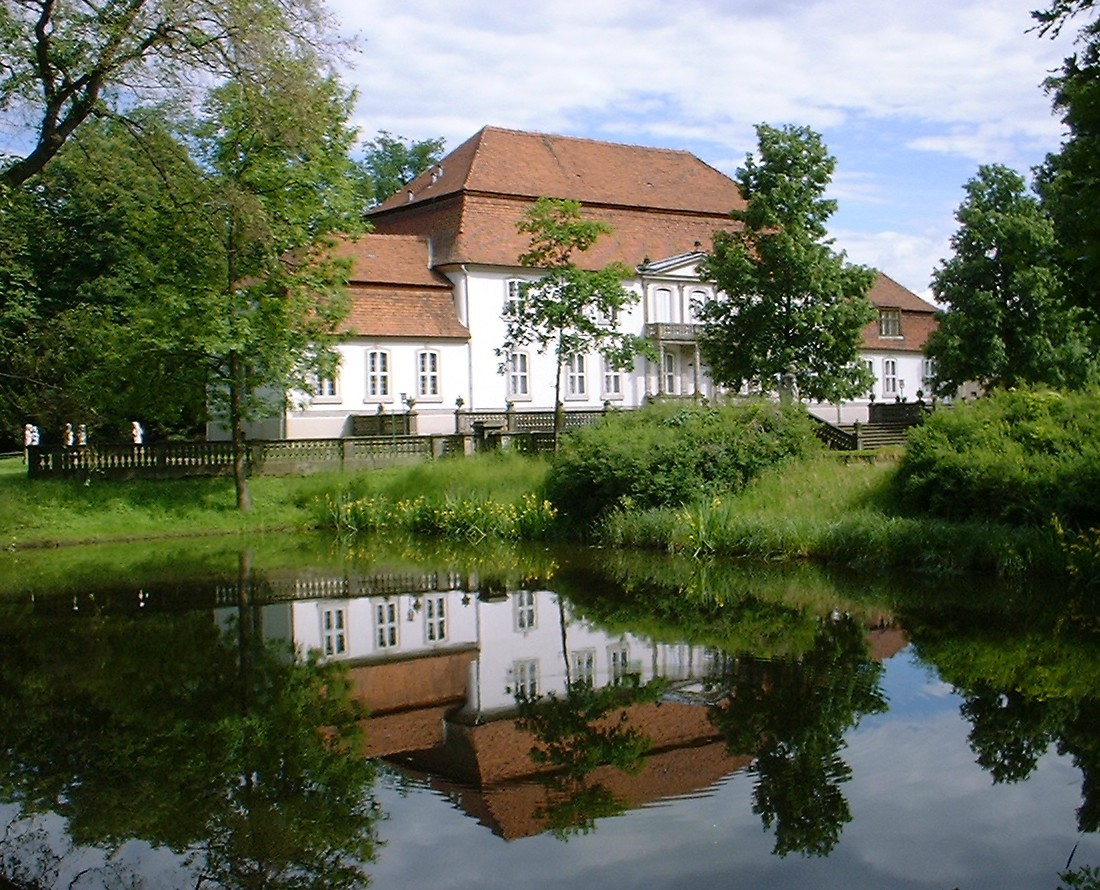

إقامة فنية (بالإنجليزية: Art Residency )‏ هي شكل من أشكال الفن المُعاصر، وُجدت لدعوة الفنانين والأكاديميين والمؤلفين وصناع الفن إلى الإقامة داخل مباني المؤسسة. بهدف خلق بيئة يعتزل فيها الفنان لينتج عملاً فنيًا مبتكرًا، من خلال دعم تلك المؤسسة للبيئة التي يقيم فيها الفنانون و للتطوّر الإبداعي الذي يمرون به، كما تحرص على توفير الوقت والمساحة وفرص التعاون المدروسة، وتعزيز التفكير النقدي والتبادل الثقافي والتوعية المجتمعية بين الفنانين المُقيمين.يتم دمج بعض برامج الإقامة داخل مؤسسات كبيرة، مثل المتاحف أو الجامعات أو صالات المعارض. كما توجد منظمات عالمية متخصصة فقط لدعم برامج التبادل السكني.

## أنواع الإقامات الفنية
لا يوجد نموذج ثابت لأنواع الإقامات الفنية، ولكن يمكننا تقسيمها الى 3 فئات، هي:
- إقامة فنية قصيرة المدة: تتراوح بين أسبوعين إلى شهرين.
- إقامة فنية طويلة المدة: قد تصل إلى ستة أشهر أو يزيد.
- إقامة فنية متنقلة: ذات طابع ترحالي.

## الإقامة الفنية عربيًا

### السعودية

#### جدة
أطلقت وزارة الثقافة في المملكة العربية السعودية برنامجًا للإقامة الفنية لأول مرة في عام 2020، بعنوان ( إقامة فنية | البلد ) يقام هذا البرنامج بدعم من برنامج جودة الحياة، أحد برامج رؤية المملكة 2030. بإدارة أثر جاليري بالتعاون مع شركة هوسبيتال فيلد. يقع البرنامج في قلب منطقة جدة التاريخية، أحد مواقع التراث العالمي لليونسكو. الموقع غني بالتاريخ و يمثل أحد أحياء المشاة المميزة في المدينة ويتيح التواصل المباشر مع المجتمع و فرصة لمقابلة الأفراد والتفاعل معهم بغية التعرف أكثر على تقاليد المدينة وثقافتها المتنوعة.

#### العلا
أطلقت الهيئة الملكية لمحافظة العلا بالشراكة مع الوكالة الفرنسية لتطوير العلا"Afalula" ، برنامج الإقامة الفنية في العلا عام 2021. حيث تقسمت الإقامة الفنية إلى:
- الجزء الأول: عبارة عن برنامج تستضيفه مدرسة الديرة من الفعالية، مع عرض تقديمي مصوّر، يتضمّن الصور الفوتوغرافية ومقاطع الفيديو، لتعريف زوّار المعرض بالفنانين المشاركين في برنامج الإقامة الفنية منذ انطلاقها.
- الجزء الثاني: أقيم في بيت الضيافة مبيتي، وهو مكان إقامة الفنانين الثلاثة عشر، المشاركين في موسم عام 2023.

#### المدينة المنورة
أُطلق برنامج الإقامة الفنية (إقامة دار القلم) في مايو 2024، ويقيمة مركز الأمير محمد بن سلمان العالمي للخط العربي في بيت المدينة بالمدينة المنورة، لتنيمة قدرات الخطاطين والفنانين في الخط العربي وذلك لمدة 8 أسابيع، ويستضيف البرنامج عشرة مقيمين من خلفيات متنوعة، ويحتوي على ورش عمل ودروس مكثفة وجولات ثقافية وزيارات للمراسم لخلق مساحة للحوار ودعم أشكال التعبير الفني الإبداعي، وينتهي بفعالية أسبوع الاستديو المفتوح لعرض المخرجات الفنية للمقيمين.

### الجهات الأبرز التي قدمتها بالسعودية
- هيئة تطوير العلا.
- وزارة الثقافة (إقامة البلد).
- معهد مسك للفنون (إقامة مساحة).
- مركز الملك عبد العزيز العالمي (مركز إثراء).
- مركز الأمير محمد بن سلمان العالمي للخط العربي (دار القلم).